# Amitié romantique

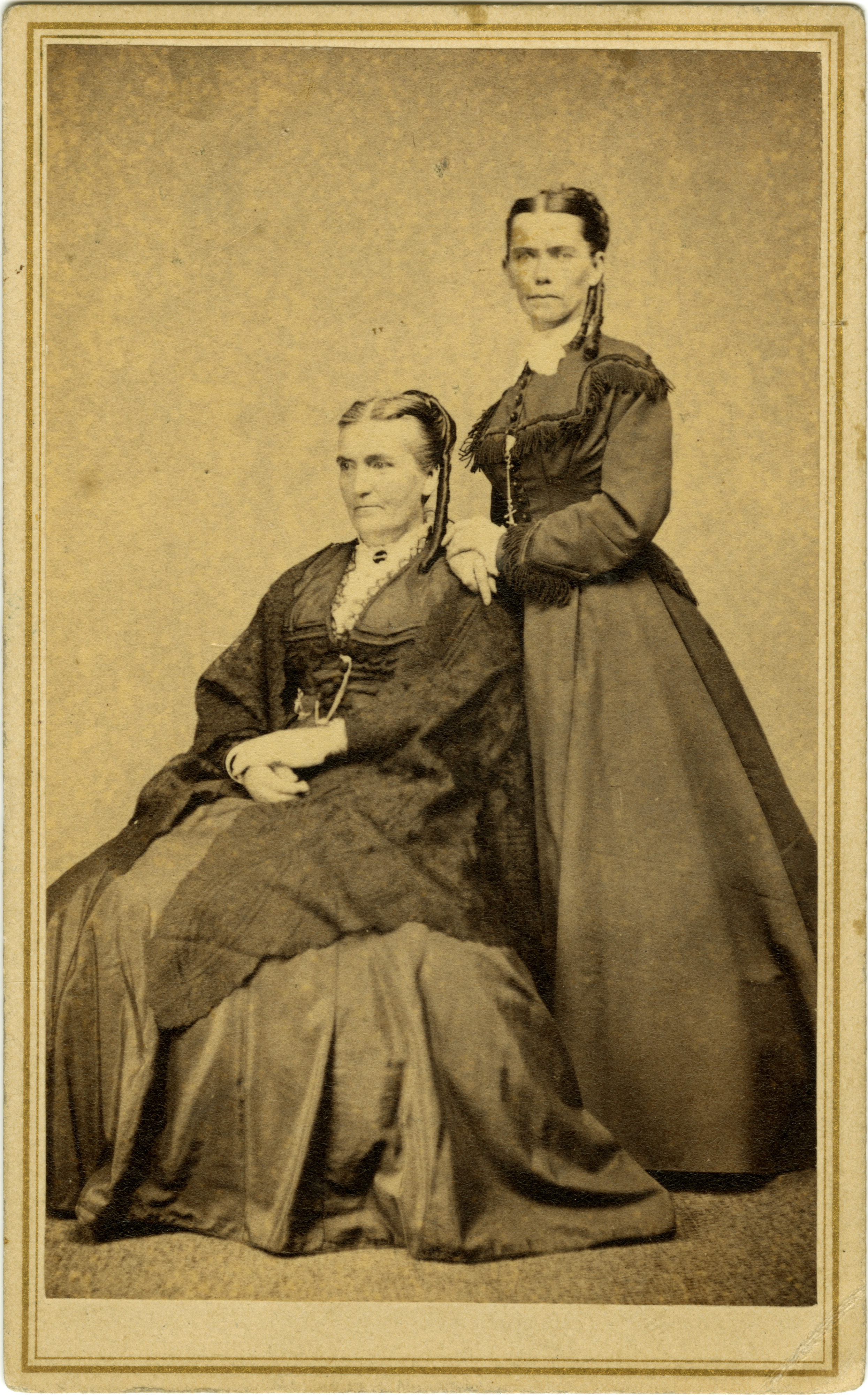
Les fondateurs du Shimer College, Cindarella Gregory et Frances Shimer, en 1869 ; leur relation extrêmement étroite a été qualifiée damitié passionnée

Une amitié romantique ou amitié passionnée est une amitié très proche, mais généralement sans relation  sexuelle entre amis, impliquant souvent un degré de proximité physique au-delà de ce qui est commun dans le monde occidental contemporain.

## Caractéristiques
Cela peut comporter que les amis se tiennent la main, partagent des câlins, caresses, baisers, massages, et un lit, sans avoir de rapports sexuels.
Dans la recherche historique, le terme peut être utilisé pour décrire une relation très étroite entre les personnes de même sexe au cours d'une période de l'histoire où l'homosexualité n'a pas existé en tant que catégorie sociale. À cet égard, le terme a été inventé à la fin du XXe siècle pour décrire rétrospectivement un type de relation qui, jusqu'au milieu du XIXe siècle avait été considéré comme banal, mais depuis la seconde moitié du XIXe siècle était devenu plus rare. À cette époque, l'intimité physique potentielle entre les amis de même sexe en était venu à être considéré avec anxiété. L'amitié romantique entre les femmes en Europe et en Amérique du Nord est devenue particulièrement répandue dans la fin du 18e et début du XIXe siècle, avec l'émergence simultanée de l'éducation des femmes.

## Exemples historiques
L'étude de l'amitié romantique historique est difficile parce que les sources principales consistent à écrire au sujet des relations d'amitié, qui ont généralement pris la forme de lettres, de poèmes ou d'essais philosophiques plutôt que d'études objectives .

### David et Jonathan
Une interprétation d'amour platonique et l'homosocialité pour la relation entre David et Jonathan a été l'opinion dominante trouvée dans l'exégèse biblique, fournis par les auteurs chrétiens .

### Montaigne et Etienne de La Boétie
Le philosophe français Montaigne décrit le concept de l'amitié romantique (sans utiliser ce terme anglais) dans son essai De l'amitié, s'inspirant de son expérience avec Étienne de La Boétie . En plus de distinguer ce type d'amour de l'homosexualité (« cette autre licence grecque »), une autre façon dont Montaigne diffère de la vision moderne réside dans le fait que, selon lui, l'amitié et l'émotion platonique relevaient d'une capacité essentiellement masculine.